# 猫は知っていた
『猫は知っていた』（ねこはしっていた）は、仁木悦子による日本の推理小説。第3回（1957年）江戸川乱歩賞受賞作。仁木雄太郎・悦子兄妹が登場する仁木兄妹シリーズの第1作。1958年に映画化、1973年にテレビドラマ化された。

## 概要
この作品は元々、河出書房（現・河出書房新社）の『探偵小説名作全集』の別巻として公募された新人の書き下ろし長編の第一席に入選した作品だった。ところが、その発表前に同社が経営破綻して刊行不可能となった。そこで本作は江戸川乱歩の勧めもあり、公募新人賞の江戸川乱歩賞に回された。
江戸川乱歩賞が公募に変更されたのは本作が受賞した第3回からで、第1回は中島河太郎の推理小説評論集、第2回は早川書房に対する実績表彰であったため、小説作品としての受賞は本作が初となる。
初の受賞者が女性で、なおかつ胸椎カリエスでほぼ寝たきりの生活を送り、学校教育を受けておらず独学で知識を身に付けたという事実は大いに話題となった。

## 映画
大映により映画化され、1958年5月7日に公開された。主演の仁木多鶴子は、本作の主演がきっかけで改名した。

### キャスト
- 仁木悦子 - 仁木多鶴子
- 仁木雄太郎 - 石井竜一
- 箱崎兼彦 - 花布辰男
- 箱崎敏枝 - 平井岐代子
- 箱崎英一 - 八木沢敏
- 箱崎敬介 - 品川隆二
- 箱崎幸子 - 坂倉春江
- 桑田ちえ - 浦辺粂子
- 桑田ユリ - 金田一敦子
- 家永看護婦 - 大美輝子
- 野田看護婦 - 苅田とよみ
- 人見看護婦 - 半谷光子
- 平坂勝也 - 高松英郎
- 平坂清子 - 穂高のり子
- 桐野次郎 - 井上信彦
- 桐野夫人 - 村田扶実子
- 有賀悠子 - 千早景以子
- 宮内 - 花野富夫
- 松造 - 小杉光史
- 吉川 - 星ひかる
- 女中・カヨ - 本山雅子
- 恒春堂 - 南方伸夫
- 広田文具店 - 岡崎夏子
- かずさや - 高村栄一
- 事務員 - 中江文男
- 峰岸警部 - 北原義郎
- 山田刑事 - 藤山浩一
- 石岡刑事 - 守田学
- 監察医 - 遠藤哲平

### スタッフ
- 監督 - 島耕二
- 脚色 - 高岩肇
- 製作 - 永田秀雅
- 企画 - 米田治
- 撮影 - 小原譲治
- 音楽 - 大森盛太郎
- 美術 - 仲美喜雄
- 録音 - 橋本国雄
- 照明 - 久保田行一

## テレビドラマ
円谷プロダクション制作の『恐怖劇場アンバランス』の第8話としてテレビドラマ化された。監督・脚本は満田かずほ。放映は1973年2月26日。
『アンバランス』ではそれまではオリジナルのホラー作品を制作していたが、フジテレビ側の要望もあって本作以降原作もののミステリーへと路線変更された。交渉にあたっては監督の満田が仁木のもとへ直接訪れている。
元々は市川森一が脚本を担当する予定であったが、なかなか取り掛からなかったため満田が自ら原作のシーンを抜粋しシナリオに仕上げた。
セットでの撮影は行われず、箱崎医院のシーンは円谷プロダクションの社屋内で、納戸は怪獣倉庫の一角で撮影された。

### キャスト
- 仁木悦子：島かおり
- 仁木雄太郎：水木襄
- 箱崎兼彦：原保美
- 箱崎敏枝：春江ふかみ
- 箱崎英一：渚健二
- 箱崎幸子：水村繁子
- 桑田ちえ：吉川満子
- 桑田ユリ：工藤和子
- 家永看護婦：花柳幻舟
- 野田看護婦：江村奈美
- 平坂勝也：山田祥二
- 平坂夫人：相良孝子
- 峰岸警部：金井大
- 予告ナレーション：村越伊知郎
- 解説：青島幸男

### スタッフ
- 監修：円谷英二
- プロデューサー：熊谷健、新藤善之（フジテレビ）
- 撮影：佐川和夫
- 照明：岸田九一郎
- 美術：鈴木儀雄、岩崎致躬
- 編集：柳川義博
- 記録：山村晶子
- 効果：小森護雄
- 音響：明田川進
- 制作主任：高橋憲三
- 録音：キヌタ・ラボラトリー
- 現像：東京現像所
- 助監督：平沼元昭
- 脚本・監督：満田かずほ
- 音楽：冨田勲
- 制作：円谷プロダクション、フジテレビ

| フジテレビ系列 恐怖劇場アンバランス                     | フジテレビ系列 恐怖劇場アンバランス | フジテレビ系列 恐怖劇場アンバランス |
| 前番組                                                  | 番組名                              | 次番組                              |
| ------------------------------------------------------- | ----------------------------------- | ----------------------------------- |
| 夜が明けたら （原作：山田風太郎『黒幕』） （1973.2.19） | 猫は知っていた （1973.2.26）        | 死体置場の殺人者 （1973.3.5）       |